# يه تسو تشينغ
يه تسو تشينغ (مواليد 22 نوفمبر 1987) هو سبّاح تايواني، مثّل بلاده في الألعاب الأولمبية الصيفية 2004.

## روابط خارجية
يه تسو تشينغ على موقع الاتحاد الدولي للسباحة (الإنجليزية)
- يه تسو تشينغ على موقع أوليمبيديا (الإنجليزية)